# Ветсавія (картина Мемлінга)
Ветсавія, що виходить з ванни — картина, написана олією на дошці, нідерландського художника німецького походження Ганса Мемлінга, яка наразі зберігається у Державній галереї в Штутгарті.
Картина є частиною більшого твору, поділеного з невідомих причин у 17 столітті. Дотепер збереглися лише два фрагменти. Перша зображує Ветсавію, яка виходить з ванни, а друга, з верхнього лівого кута картини, — її чоловіка, царя Давида, разом з молодим хлопцем, що стоїть у монастирі палацу. Зображення жіночих нюансів не було новим для Мемлінга або чимось незвичним для сучасного голландського живопису. Того ж року він намалював жінку, яка дивиться у дзеркало під назвою Марність. Ранні художники, такі як Ян ван Ейк і Рогір ван дер Вейден, були авторами портретів з еротичною тематикою. Перший намалював картину Купання жінок, другий — картину, на якій двоє молодих чоловіків заглядають через щілину на жінку.